# Mönsheim
Mönsheim – miejscowość i gmina w Niemczech, w kraju związkowym Badenia-Wirtembergia, w rejencji Karlsruhe, w regionie Nordschwarzwald, w powiecie Enz, siedziba związku gmin Heckengäu. Leży w Heckengäu, nad rzeką Kreubach, ok. 12 km na wschód od Pforzheim.

## Demografia
- 1645: 286
- 1950: 1 200
- 2005: 2 792